# Episodi di Guardia costiera (ottava stagione)
L'ottava stagione della serie televisiva Guardia costiera è stata trasmessa in anteprima in Germania dalla ZDF tra il 5 gennaio 2005 e il 9 marzo 2005.
| nº | Titolo originale          | Titolo italiano | Prima TV Germania | Prima TV Italia |
| -- | ------------------------- | --------------- | ----------------- | --------------- |
| 1  | Wer einmal lügt...        |                 | 5 gennaio 2005    |                 |
| 2  | Dunkle Geschäfte          |                 | 12 gennaio 2005   |                 |
| 3  | Zwischen Himmel und Hölle |                 | 19 gennaio 2005   |                 |
| 4  | Flucht ohne Wiederkehr    |                 | 19 gennaio 2005   |                 |
| 5  | Baby an Bord              |                 | 26 gennaio 2005   |                 |
| 6  | Unter Druck               |                 | 26 gennaio 2005   |                 |
| 7  | Das Erbe des Matrosen     |                 | 2 febbraio 2005   |                 |
| 8  | In letzter Minute         |                 | 2 febbraio 2005   |                 |
| 9  | Mann ohne Gedächtnis      |                 | 9 febbraio 2005   |                 |
| 10 | Gegen jede Regel          |                 | 9 febbraio 2005   |                 |
| 11 | Mit dem Rücken zur Wand   |                 | 23 febbraio 2005  |                 |
| 12 | Tod auf dem Tonnenleger   |                 | 23 febbraio 2005  |                 |
| 13 | Breaking the Waves        |                 | 2 marzo 2005      |                 |
| 14 | Verschworene Gemeinschaft |                 | 9 marzo 2005      |                 |
| 15 | Wettlauf gegen die Zeit   |                 | 9 marzo 2005      |                 |